# Бжезіни (Західнопоморське воєводство)
Бжезіни (пол. Brzeziny, нім. Berkenbrügge) — село в Польщі, у гміні Дравно Хощенського повіту Західнопоморського воєводства.
Населення — 431 особа (2011).
У 1975-1998 роках село належало до Гожовського воєводства.

## Демографія
Демографічна структура станом на 31 березня 2011 року:
|          | Загалом | Допрацездатний вік | Працездатний вік | Постпрацездатний вік |
| -------- | ------- | ------------------ | ---------------- | -------------------- |
| Чоловіки | 173     | 37                 | 125              | 11                   |
| Жінки    | 258     | 25                 | 191              | 42                   |
| Разом    | 431     | 62                 | 316              | 53                   |